# Parafia Chrystusa Króla w Bojanowie
Parafia Chrystusa Króla w Bojanowie – parafia rzymskokatolicka, znajdująca się w diecezji opolskiej, w dekanacie Pietrowice Wielkie.
Parafię obsługuje proboszcz parafii Podwyższenia Krzyża Świętego w Wojnowicach.

## Galeria

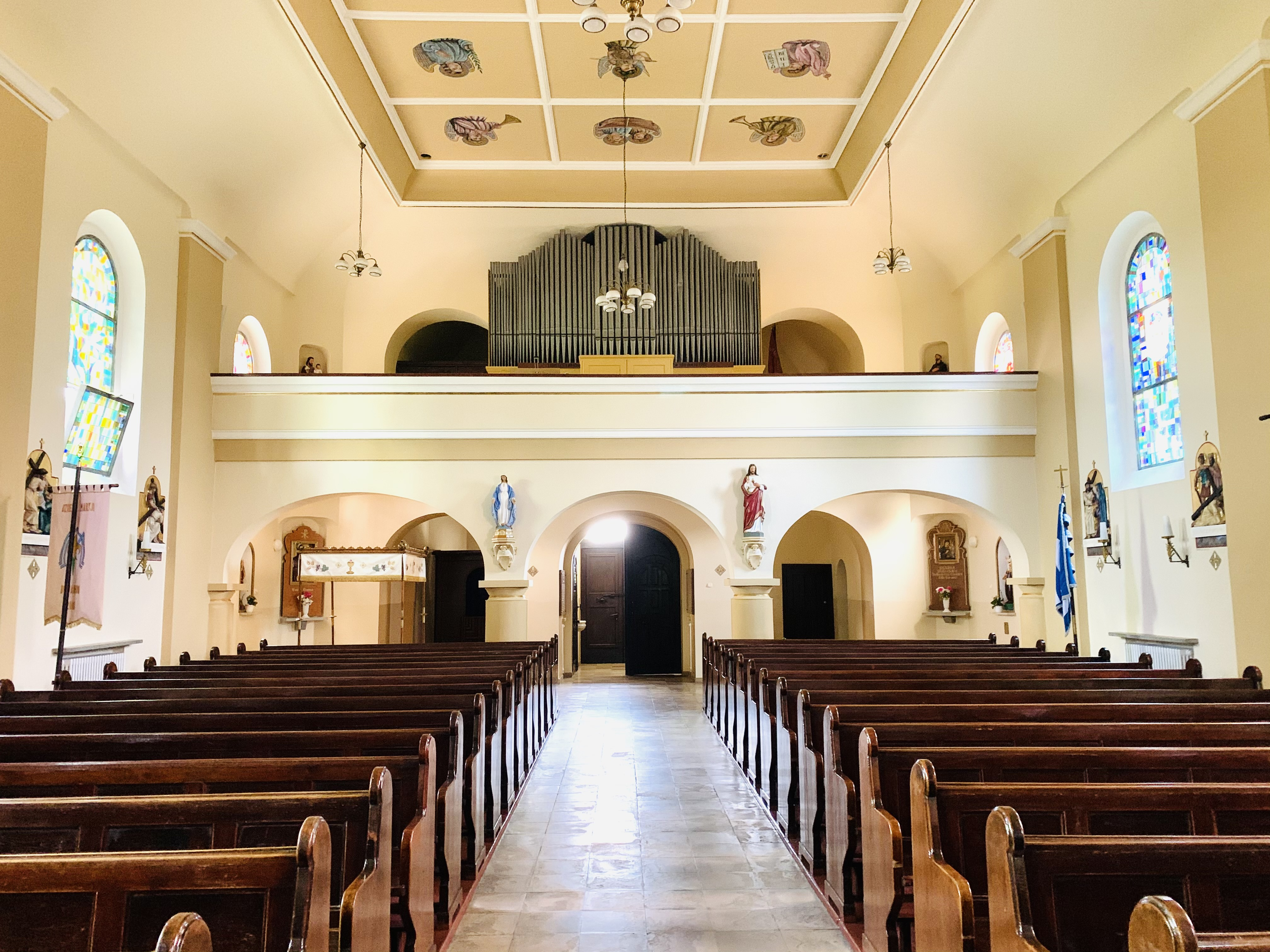
Chór
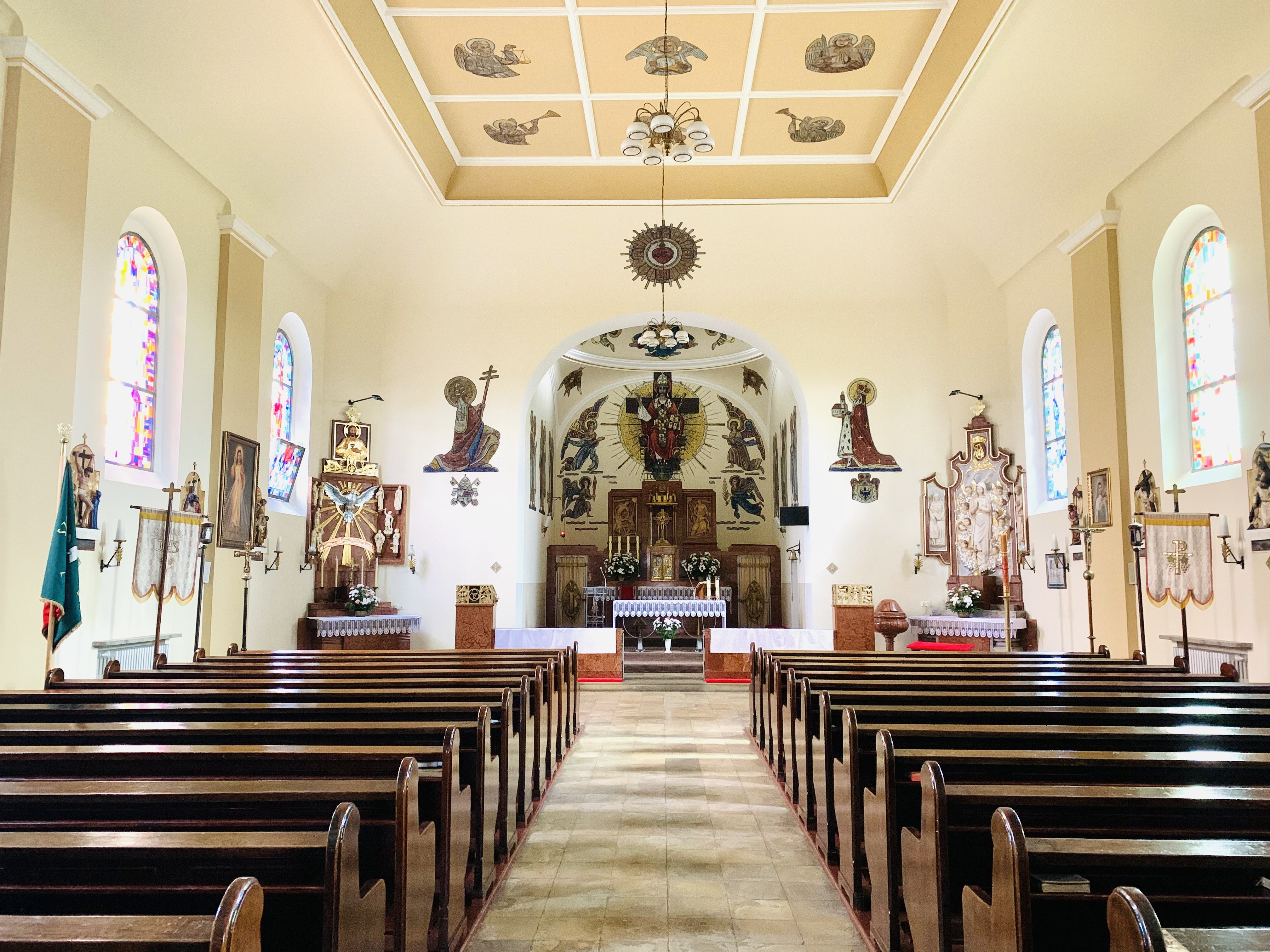
Nawa kościoła
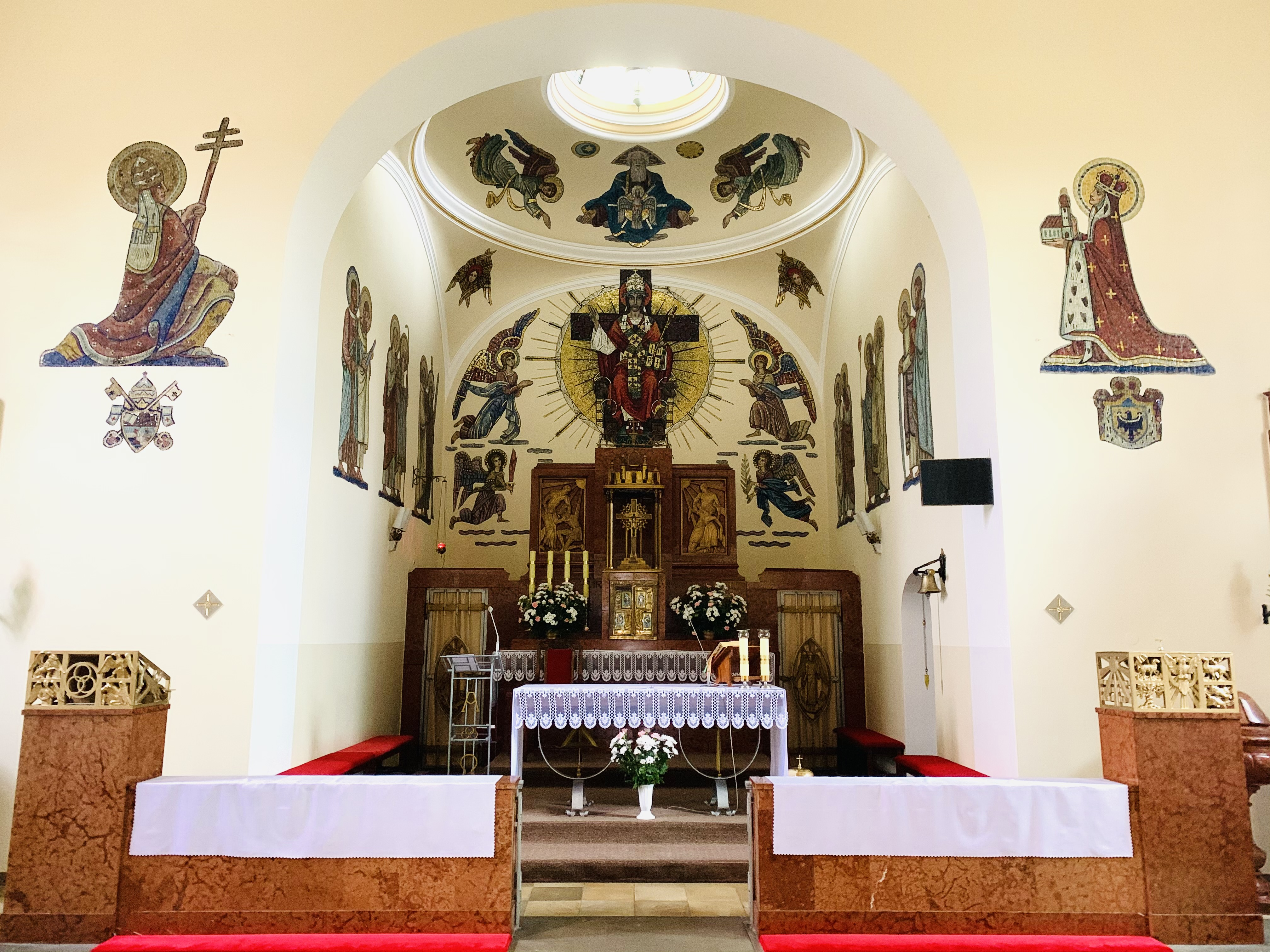
Prezbiterium
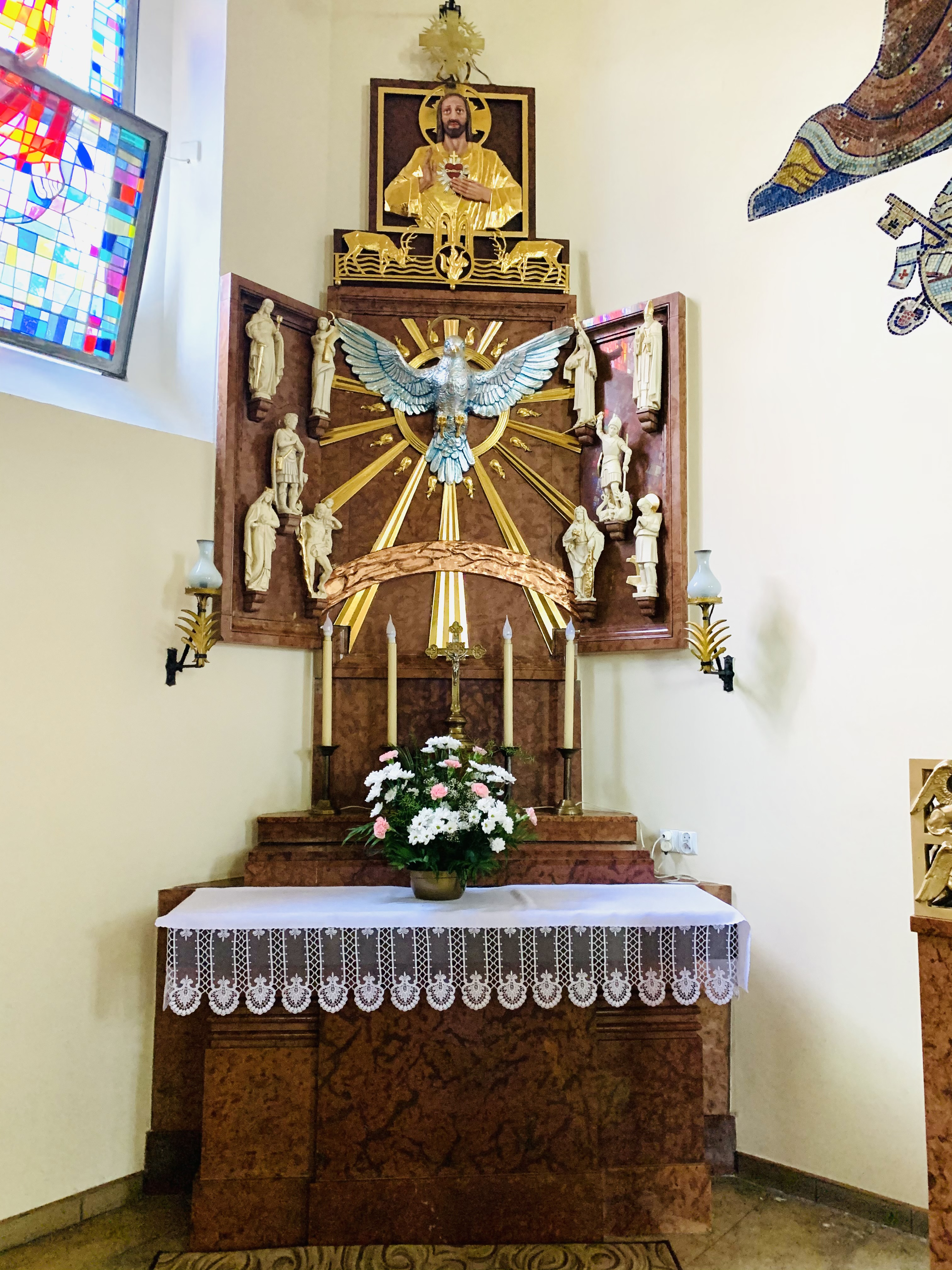
Ołtarz boczny z Duchem świętym
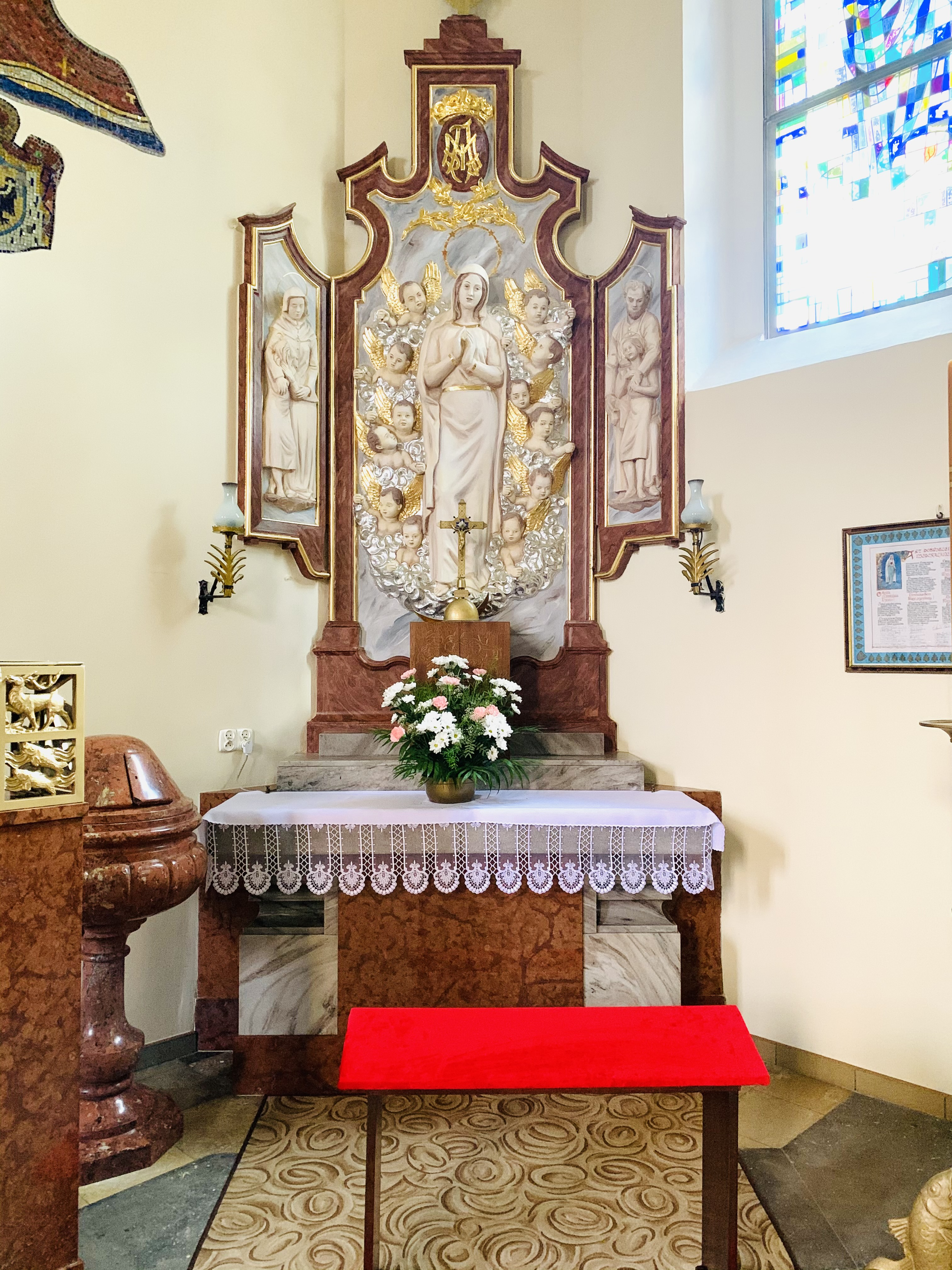
Ołtarz boczny z Maryją